# الپوت، لاچین
الپوت (ترکی آذربایجانی: Alpout) یک منطقهٔ مسکونی در جمهوری آرتساخ است که در استان کاشاتاق واقع شده‌است.